# Lutica bengalensis
Lutica bengalensis là một loài nhện trong họ Zodariidae.
Loài này thuộc chi Lutica. Lutica bengalensis được Benoy Krishna Tikader & Patel miêu tả năm 1975.